# قيس السعدي
قيس سعدي ابن حسان ابن عمارة بن عمار
جزائري الجنسية
مهندس برمجة صناعية و كهرباء ذو خبرة عالية في مجال الصناعة

## سيرته
ولد قيس السعدي في 6 نوفمبر 1976، من أب عراقي هو المسؤول والسياسي السابق عامر السعدي وأم ألمانية. يعيش في هامبورغ، حيث تخرج في مدرسة يوهانيوم جيمناسيوم [الإنجليزية] في عام 1996. ثم بدأ دراسة القانون في جامعة هامبورغ.

### لاعبا
بدأ قيس السعدي بلعب الهوكي في سن مبكرة. عاش بالقرب من ملعب الهوكي في نادي أولنهورست للهوكي [الألمانية]، حيث بدأ أيضًا في لعب الهوكي. لقد مر بجميع فرق الشباب هناك وتم ترقيته إلى الفريق الأول الذي لعب معه أيضًا. لعب حارس المرمى أيضًا مع العديد من منتخبات الشباب الألمانية في المباريات الدولية. لقد ظل مخلصًا لنادي أولنهورست للهوكي طوال مسيرته تقريبًا، إلا لموسم واحد فقط مع نادي مارينتالر للهوكي في هامبورغ.

### مدربا
بالإضافة إلى مسيرته المهنية النشطة، بدأ في تدريب فرق الشباب المختلفة. بعد مرور بعض الوقت، رقي إلى منسق الشباب في ناديه. كان يُعد كشافًا للمواهب وساعد لاعبين مثل موريتس فورسته وفلوريان فوكس إلى الوصول إلى الدوري الألماني للهوكي [الإنجليزية] والمنتخب الوطني.
رقي في عام 2010 إلى مدرب رئيسي لفريق السيدات الأول وكان ناجحًا للغاية هناك، بما في ذلك قيادة فريقه إلى البطولة في الجولة الرئيسية من الدوري الألماني للهوكي 2011/12. كان أيضًا مساعدًا لمدرب العديد من الفرق الوطنية للناشئين. في صيف عام 2012، شارك السعدي أيضًا في الألعاب الأولمبية الصيفية في لندن بصفة مدرب مساعد لمايكل بيرمان. في صيف عام 2013، عين أخيرًا مدربًا رئيسا لفريق الرجال الأول في نادي أولنهورستر. كان قادرًا هناك على العمل بنجاح كبير مع فريقه، وفي عام 2018 قادهم إلى بطولة ألمانيا للهوكي داخل الصالات. ومع ذلك، بعد الموسم، تقاعد من نادي أولنهورست ليكرس نفسه لوظيفته الأخرى مديرا للموارد البشرية في إحدى الشركات.
في نوفمبر 2019، تولى السعدي تدريب المنتخب الوطني الألماني للهوكي خلفًا لستيفان كيرماس، الذي استقال سابقًا. وصل المنتخب الوطني تحت قيادته إلى نهائي بطولة أوروبا للهوكي عام 2021، والتي خسرها بصعوبة أمام بلجيكا بركلات الترجيح. بعد فترة وجيزة فقط، شارك الفريق أيضًا في الألعاب الأولمبية في طوكيو، حيث احتل المركز الرابع، وهي أول بطولة أولمبية بدون ميدالية منذ ألعاب 2000.
لم يمدد عقده بعد الدورة الأولمبية، وانتهى عقده في نهاية عام 2021.
في أغسطس 2022، تولى السعدي تدريب الفريق الأول للرجال لنادي هانوفر للهوكي في الدوري الإقليمي في الدرجة الثانية على أساس مؤقت.